# 无茎黄耆
无茎黄耆（学名：Astragalus acaulis）是豆科黄芪属的植物。其种加词“acaulis”意为“无茎的”。分布在锡金以及中国大陆的西藏、云南、四川等地，生长于海拔4,000米的地区，一般生于高山草地沙石滩中，目前尚未由人工引种栽培。